# Бродхёрст, Майкл
Майкл Бродхёрст (яп. マイケル・ブロードハースト Буродохасуто Майкеру, англ. Michael Broadhurst, род. 30 октября 1986 года в Гисборне) — японский регбист новозеландского происхождения, выступающий на позициях фланкера, лока (замка) или восьмого (стягивающего) за клуб «Рико Блэк Рэмс» японской Топ Лиги и сборную Японии.

## Биография

### Клубная карьера
Бродхёрст окончил новозеландскую среднюю школу Кэмпион. Начинал свою карьеру в региональной команде «Поверти-Бэй», выступая в региональном чемпионате Mitre 10 Heartland Championship. В 2008 году он попал в сборную команду «Нью Зиленд Хартленд» (сборная, куда входят игроки из региональных клубов) как один из ведущих игроков соревнования. В 2009 году он переехал в Японию, став игроком клуба «Кубота Спирс», с 2011 года он выступает за клуб «Рико Блэк Рэмс» из японской Топ Лиги. Подданство Японии получил в 2017 году.

### Карьера в сборной
Несмотря на свои выступления за новозеландскую сборную команду «Нью Зиленд Хартленд», Бродхёрст предпочёл выступать за сборную Японии. В 2012 году он получил спортивное гражданство Японии, прожив три года в этой стране, и в июне того же года дебютировал в серии из двух товарищеских матчей против французского клуба «Френч Барбарианс», сыграв на позиции замка. Во втором матче серии Бродхёрст занёс попытку, а в ноябре того же года провёл первый официальный матч за японскую сборную против Японии, выйдя на замену. Второй официальный матч Бродхёрста состоялся против Грузии; в обоих матчах японцы праздновали победу.
В 2013 году в связи с травмой одного из ключевых игроков команды Майкла Литча Бродхёрст был вызван в основной состав на позицию фланкера. В июне того года в двух тест-матчах против Уэльса Бродхёрст отметился занесёнными попытками, а во втором тест-матче 15 июня его стараниями (две попытки) японцы одержали первую в своей истории победу над Уэльсом. Пропустив почти все матчи 2014 года из-за травмы, Бродхёрст вернулся в 2015 году в сборную и был включён в заявку на Кубок мира по регби в Англии. Он сыграл все четыре матча на Кубке мира в групповом этапе, в трёх из которых японцы одержали победы.

## Семья
Младший брат Майкла, Джеймс, также был регбистом (завершил карьеру в 2017 году), выступал за сборную Новой Зеландии и за клуб «Харрикейнз» в Супер Регби.